# Lough Ennell SPA
Lough Ennell SPA este o arie protejată (arie de protecție specială avifaunistică — SPA) din Irlanda întinsă pe o suprafață de 1.397,66 ha, integral pe uscat.

## Localizare
Centrul sitului Lough Ennell SPA este situat la coordonatele 53°28′06″N 7°24′05″W / 53.468217°N 7.401264°V.

## Înființare
Situl Lough Ennell SPA a fost declarat arie de protecție specială avifaunistică în noiembrie 1995 pentru a proteja 9 specii de animale.

## Biodiversitate
Situată în ecoregiunea atlantică, aria protejată nu include niciun habitat protejat.
La baza desemnării sitului se află mai multe specii protejate de  păsări (9): rață mare (Anas platyrhynchos), Anser albifrons flavirostris, rață-cu-cap-castaniu (Aythya ferina), rața moțată (Aythya fuligula), Bucephala clangula, lișiță (Fulica atra), ploier auriu (Pluvialis apricaria), corcodel mare (Podiceps cristatus), nagâț (Vanellus vanellus).
Pe lângă speciile protejate, pe teritoriul sitului au mai fost identificate 2 specii de plante, 2 specii de păsări.